# Pedro Quartucci
Pedro Quartucci   (Buenos Aires, 30 de juliol de 1905 - Buenos Aires, 20 d'abril de 1983) va ser un boxejador i actor argentí. Era fill del matrimoni d'actors format per Ángel Quartucci i Jacinta Diana.

## Boxejador
Com a boxejador va competir durant la dècada de 1920. El 1924 va prendre part en els Jocs Olímpics de París, on guanyà la medalla de bronze de la categoria del pes ploma, del programa de boxa. En finalitzar els Jocs passà a lluitar com a professional, amb un balanç de 3 victòries i 1 derrota.

## Actor
En retirar-se com a boxejador inicià la carrera d'actor, apareixent en dotzenes de pel·lícules i sèries de TV argentines entre 1931 i 1980. Actuà en pel·lícules com Al marido hay que seguirlo (1948). En televisió el seu major èxit fou La familia Falcón, als anys 60.

### Filmografia
- Hasta después de muerta (1916)
- Dancing (1933)
- El caballo del pueblo (1935)
- Compañeros (1936)
- ¡Goal! (1936)
- Palermo (1937)
- ¡Segundos afuera! (1937)
- Jettatore (1938)
- Mandinga en la sierra (1939)
- Margarita, Armando y su padre (1939)
- Orquesta de señoritas (1941)
- La hora de las sorpresas (1941)
- Una novia en apuros (1941)
- Melodías de América (1942)
- Bajó un ángel del cielo (1942)
- Eclipse de sol (1943)
- Los hijos artificiales (1943)
- Punto negro (1943)
- Un modelo de París (1946)
- Un beso en la nuca (1946)
- La tía de Carlos (1946)
- El hombre del sábado (1947)
- Los secretos del buzón (1948)
- Al marido hay que seguirlo (1948)
- ¿Por qué mintió la cigüeña? (1949)
- Al compás de tu mentira (1950)
- La campana nueva (1950)
- Campeón a la fuerza (1950)
- La comedia inmortal (1951)
- El honorable inquilino (1951)
- Soy del tiempo de Gardel (1954)
- Casada y señorita (1954)
- El festín de Satanás (1955)
- Estrellas de Buenos Aires (1956)
- El hombre señalado (1957)
- Tres alcobas (1962)
- La familia Falcón (1963)
- Club del Clan (1964)
- Ritmo nuevo, vieja ola (1965)
- Fiebre de primavera (1965)
- ¡Cómo te extraño...! (1966)
- El gran crucero (1969)
- El profesor patagónico (1970)
- El sátiro (1970)
- Mi novia el (1975)
- Crecer de golpe (1976)
- El casamiento de Laucha (1977)
- El Fausto criollo (1979)
- El diablo metió la pata (1980)
- El crucero del placer (1980)